# 23153 Andrewnowell
23153 Andrewnowell là một tiểu hành tinh vành đai chính với chu kỳ quỹ đạo là 1247.1860365 ngày (3.41 năm).
Nó được phát hiện ngày 2 tháng 2 năm 2000.